# 1701-es örökösödési törvény
Az 1701-es örökösödési törvény (angolul Act of Settlement) az angol trónöröklés rendjét szabályozó, az angol parlament által 1701-ben elfogadott törvény. A törvény egyfelől kizárta a Stuart-ház katolikus ágának öröklését, másfelől pedig korlátokat állított a zsarnoki királyi hatalom elé. A mindenkori angol uralkodó trónra lépésével elfogadja az ebben a törvényben foglalt hatalmi korlátokat. Mivel a királyi hatalom ellensúlyait fogalmazza meg, az 1689-es Bill of Rightsszal kezdett „forradalmi rendezés” (revolutionary settlement) része.

## A trónöröklés rendje

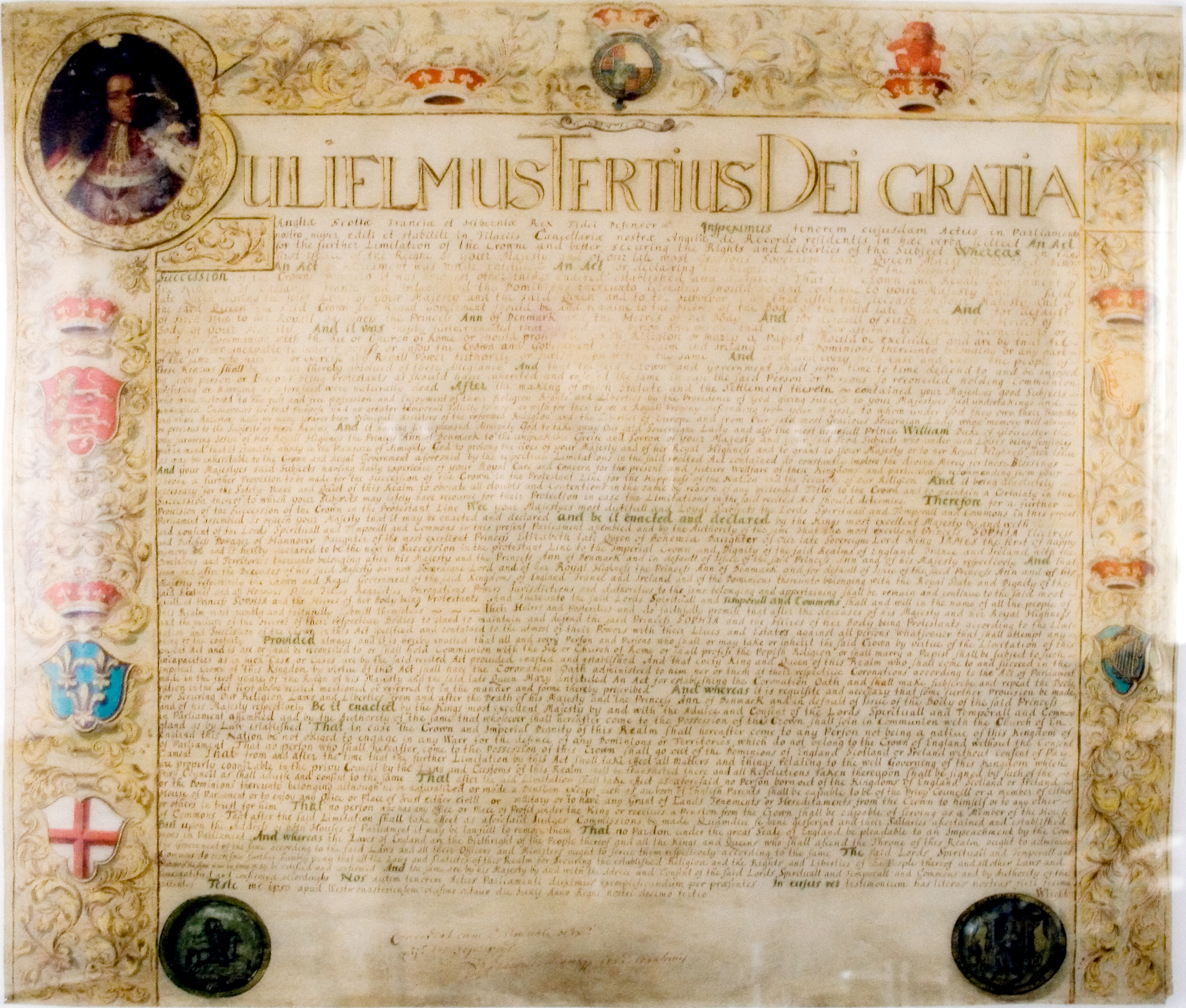
Act of Settlement

A dicsőséges forradalomra azért került sor, mert a Parlament meg akarta akadályozni, hogy II. Jakab katolikusnak tartott fia legyen a protestáns Anglia következő uralkodója. Emiatt meghívták a trónra II. Jakab Mária nevű leányát férjével, III. Vilmossal — azzal a kikötéssel, hogy gyermektelenségük esetén II. Jakab másik, Anna nevű leánya és az ő leszármazottai örököljék a trónt a Stuart-ház katolikus ága helyett.
Mivel I. Anna (1702-1714) is gyermektelen maradt, a Parlament már gondoskodni igyekezett arról, hogy a törvényes öröklésnél ne a szóba jöhető protestánsoknál kedvezőbb helyzetű katolikus Stuartok kerüljenek trónra. 1701-ben evégett felkérték III. Vilmost, iktassa törvénybe, hogy Anna majdani gyermektelensége esetén a Stuart-ház braunschweig-hannoveri ágához tartozó Zsófia hercegnő (I. Jakab unokája), illetve az ő leszármazottai legyenek a trón várományosai.
Ez – mint Hahner Péter kiemeli – a vérségi elv elég szabados értelmezése volt, ami miatt a Parlamentnek több lehetősége nyílt a király esetleges zsarnoki hatalmának korlátozására.

## Hatalmi korlátok
Az uralkodó személyére, illetve az állami hivatalok, parlamenti helyek betöltéséhez előírt feltételek célja az angol forradalom rossz tapasztalatainak orvosolása. 
Az uralkodó emiatt csak az anglikán egyház tagja lehetett. Külföldi származású betölthette a trónt, de külhoni birtokai érdekében nem indíthatott háborút a Parlament beleegyezése nélkül, sőt, az ország területét sem hagyhatta el anélkül. Korábban ugyanis a kivégzett I. Károly, majd II. Jakab, illetve a dicsőséges forradalom után a Stuart-házból származó trónkövetelők és híveik (jakobiták) külföldre szöktek vagy próbáltak szökni, hogy dinasztikus kapcsolataikat felhasználva Anglia ellen törjenek. Ez a korlátozás meglepő jelentőséget kapott a normandiai partraszállásnál, mivel VI. György király szeretett volna az első csapatokkal partra szállni – Churchill pedig erre a cikkelyre hivatkozva akadályozta meg, hogy az uralkodó túlzott veszélyt vállaljon.
A Parlament előírta, hogy egyes tisztségek betöltői csak angolok lehetnek, a parlament tagjai pedig csak a királytól független személyek. Ezzel azt akarták lehetetlenné tenni, hogy az uralkodó külföldiekkel, királyi kegyencekkel töltse föl a rendi intézményeket. Így jártak el például a Habsburgok is a Magyar Királyságban, jórészt azzal, hogy számos külföldit magyar nemessé tettek, ezzel is „hígítva a sűrű magyar vért”:  ezzel látszólag érintetlenül hagyták a rendi alkotmányt, viszont a főhivatalnokok a király lekötelezettjeiként elsősorban az ő centralizáló politikáját támogatták.
A királyi önkény legfőbb ellensúlya a bíróságok függetlensége volt, emiatt a törvény előírta, hogy a bírák csak olyan személyek lehetnek, akik függetlenek az uralkodótól, és amíg jól viselik magukat (quam diu se bene gesserint), hivatalukból elmozdíthatatlanok. Függetlenségüket az állami fizetés is garantálta. A bírák túlzott függetlenségének zsarnoki vonásai csökkentendő a törvény kikötötte, hogy a bírákat a Parlament két házának együttes jóváhagyása hivatalukból elmozdíthatja.

### Részlet a törvényből
A Parlament két háza törvényt hozott a király jóváhagyásával:
Hogy bárki kerüljön ezentúl a korona birtokába, csatlakozzék úrvacsora által a törvényileg hivatalossá tett Anglikán Egyházhoz.

Hogy ha a korona és e birodalom legelső méltósága olyan személyre száll, aki nem az Angol Királyság szülötte, ez a nemzet a parlament hozzájárulása nélkül nem kötelezhető arra, hogy olyan birtokok vagy területek védelméért háborúzzon, amelyek nem tartoznak az angol koronához.
Hogy akikre ezentúl a korona száll, a parlament hozzájárulása nélkül nem hagyhatják el Anglia, Skócia vagy Írország területét.
Hogy a jelen törvényben foglalt korlátozások hatályba lépésétől kezdődően minden, a királyság jó és helyes kormányzásával kapcsolatos ügy és dolog, amely az ország törvényei és szokásai szerint a Titkos Tanács hatáskörébe tartozik, kizárólag ott tárgyaltasson, és az ilyen jellegű határozatok a Titkos Tanács hozzájárulásával hozassanak és írassanak alá.
Hogy az említett korlátozások hatályba lépésével senki, aki nem Angliában, Skóciában, Írországban vagy a hozzájuk tartozó birtokokon született (ideértve azt az esetet is, ha honosították, kivéve, ha angol szülőtől született), nem lehet tagja sem aTitkos Tanácsnak, sem  a parlament bármely házának, nem lehet polgári vagy katonai tisztsége vagy bizalmi állása, nem bérelhet földet sem ő, sem megbízottja.
Hogy nem lehet az alsóház tagja olyan személy, aki a királynak hivatalban vagy jövedelmező állásban szolgál, vagy a koronától járadékot húz.
Hogy miután az említett korlátozások hatályba lépnek, a bírák megbízatása legyen quam diu se bene gesserint, és biztosíttassék számukra fizetés, de a parlament két házának kívánalmára legyenek törvényesen elmozdíthatók.

Hogy a parlament alsóházának vádemelése ellenében ne lehessen Anglia nagypecsétjével kegyelemért folyamodni.